# 花の騎士
『花の騎士』（はなのきし）は、西形まいによる日本の漫画作品。
『花とゆめ』（白泉社）にて、2010年4号から2011年16号まで連載していた。単行本は全5巻が刊行された。

## あらすじ
聖ログレス学園を運営する財閥・大鳥家の令嬢で次期当主の大鳥セイ。そしてセイに仕える誉れ高き存在・第一騎士（ファーストナイト）の黒野ラン。しかし第一騎士の座に居続けるには、他の11人の騎士候補生達から挑まれる決闘に勝ち続けなければならない。また、ランには重大な秘密があった。

## 登場人物
黒野 ラン（くろの ラン）
大鳥家に古くから仕え、守り続ける黒野家の跡取り。大鳥家の次期家長である大鳥セイ（後述）の第一騎士。高校1年生。
セイの第一騎士になるはずだった亡兄の遺志を継ぎ、女性であることを隠してセイに仕える。
大鳥 セイ（おおとり セイ）
財閥・大鳥家の令嬢で次期家長。高校1年生。聖ログレス学園内では常に監視され、次期家長としての手腕を試されている。
天王 イバラ（てんのう イバラ）
セイの婚約者。高校1年生。実家は聖ログレス学園の中でもトップクラスの資産家。生活態度は乱れ、授業もろくに受けていないが成績は優秀で、入学試験の成績もトップだった。
ランが女性であることを偶然知り、さらにランとセイの絆を目の当たりにしたことから2人に興味を持つ。
草田 サイキ（そうだ サイキ）
数学を教えたことをきっかけにランと親しくなった。高校1年生だが、事情により留年している。理系科目が得意で、医者を目指している。両親を亡くしており、病弱な弟がいる。セイの騎士候補の一人。

## 書誌情報
西形まい 『花の騎士』 白泉社〈花とゆめコミックス〉 全5巻
1. 2010年7月16日発売、ISBN 978-4-592-19201-5
2. 2010年11月19日発売、ISBN 978-4-592-19202-2
3. 2011年4月19日発売、ISBN 978-4-592-19203-9
4. 2011年8月19日発売、ISBN 978-4-592-19204-6
5. 2011年10月20日発売、ISBN 978-4-592-19205-3